# Paul Lissmann
Paul Lissmann (* 1879 in München; † November 1929) war ein deutscher Nervenarzt.
Nach dem Abitur 1898 am Wilhelmsgymnasium München studierte er bis 1903 Medizin an der Ludwig-Maximilians-Universität in München (mit einer Unterbrechung um 1901). 1903 promovierte er mit der Abhandlung Zur Aetiologie der Pankreasfettnekrose nebst einem neuen Fall zur Casuistik derselben.
1925 war er an der Produktion des Films Luft, Licht, Leben der Emelka beteiligt.

## Veröffentlichungen
- Geburtenrückgang und männliche sexuelle Impotenz, Würzburg 1914.
- Briefe an sexopathologische Männer. Briefe aus der Praxis, Berlin 1918.
- Die Wirkungen des Krieges auf das männliche Geschlechtsleben, München 1919. Digitalisat
- Lerne richtig sonnenbaden! Die richtige Anwendungsform des Sonnenbades für Gesunde und Kranke, München 1926. - 2., durchges. u. erg. Aufl. 1928. - 3. Aufl. 1930.